# 朴明成
朴明成（朝鮮文：박명성；英文：Pak Myong-Song；1994年3月31日—），朝鮮足球運動員。入選過朝鮮國家少年足球隊、朝鮮國家青年足球隊、朝鮮國家奧運足球隊及朝鮮國家足球隊隊員。曾經效力於朝鮮足球聯賽球會小白水體育團，現在效力4.25體育團。

## 簡歷
他在2013年首次入選朝鮮國家足球隊，參加了泰王盃賽事並奪得季軍，但此比賽不獲國際足總承認為國際A級賽事。2013年，在對伊拉克國家足球隊中首次正選上陣，其比賽最後以0比2落敗。之後，2015年代表朝鮮參加世界盃預選賽 。2016年，參與了2017年東亞足球錦標賽外圍賽第二圈，協助朝鮮奪得第二圈資格賽冠軍並取得決賽席位。
另外，他入選了朝鮮國家奧運足球隊參加2013年亞足聯U22錦標賽，並以正選身分上陣，而朝鮮國家奧運足球隊以一勝一和一負而未能晉級半準決賽。之後，再代表朝鮮參加2016年亞足聯U23錦標賽，在分組賽對沙特阿拉伯國家奧運足球隊和泰國國家奧運足球隊中先後打平對方，以得失球差晉級半準決賽，及後在半準決賽對卡塔爾國家奧運足球隊中於加時賽負給對方，沒能成功晉級準決賽。
此前，他曾代表朝鮮國家少年足球隊參加2010年亞足聯U16少年錦標賽，更協助朝鮮奪得首個亞足聯U16少年錦標賽冠軍，其後參加了2011年U17世界盃足球賽，而朝鮮國家少年足球隊以兩和一負而未能晉級十六強。之後，2012年代表朝鮮國家青年足球隊參加2012年濰坊杯足球賽，在決賽對西班牙球會維拉利爾中負給對方而獲得亞軍，及後又參加了2012北京現代國際青年足球邀請賽，以一和兩負而未能獲得殿軍，之後參加2012年亞足聯U19青年錦標賽，在分組賽對烏茲別克國家青年足球隊中負給對方，沒能成功晉級準決賽。
朴明成除了代表國家隊參與賽事外，還代表所屬球會4.25體育團參與2017年亞洲足協盃，在分組賽賽事中上陣，並在對朝鮮足球聯賽球會機關車體育團的主場賽事中打入1球，協助球會晉級跨區準決賽。2018年，代表所屬球會4.25體育團參與2018年亞洲足協盃，先後在分組賽和淘汰賽中上陣，但對土庫曼超級足球聯賽球會阿恩艾沙的跨區決賽中落敗而未能晉級。

## 職業生涯統計
| 球會表現 | 球會表現 | 球會表現          | 聯賽 | 聯賽 | 足總盃 | 足總盃 | 聯賽盃 | 聯賽盃 | 洲際賽 | 洲際賽 | 總數 | 總數 |
| 球季     | 球會     | 聯賽              | 出場 | 入球 | 出場   | 入球   | 出場   | 入球   | 出場   | 入球   | 出場 | 入球 |
| 北韓     | 北韓     | 北韓              | 聯賽 | 聯賽 |        |        |        |        | 亚洲赛 | 亚洲赛 | 總數 | 總數 |
| -------- | -------- | ----------------- | ---- | ---- | ------ | ------ | ------ | ------ | ------ | ------ | ---- | ---- |
| 2010     | 小白水   | 朝鮮足球聯賽 甲級 | ?    | ?    | –      | –      | N/A    | N/A    | –      | –      | ?    | ?    |
| 2011     | 小白水   | 朝鮮足球聯賽 甲級 | ?    | ?    | –      | –      | N/A    | N/A    | –      | –      | ?    | ?    |
| 2012     | 小白水   | 朝鮮足球聯賽 甲級 | ?    | ?    | –      | –      | N/A    | N/A    | –      | –      | ?    | ?    |
| 2013     | 小白水   | 朝鮮足球聯賽 甲級 | ?    | ?    | –      | –      | N/A    | N/A    | –      | –      | ?    | ?    |
| 2014     | 小白水   | 朝鮮足球聯賽 甲級 | ?    | ?    | –      | –      | N/A    | N/A    | –      | –      | ?    | ?    |
| 2015     | 小白水   | 朝鮮足球聯賽 甲級 | ?    | ?    | –      | –      | N/A    | N/A    | –      | –      | ?    | ?    |
| 2016     | 小白水   | 朝鮮足球聯賽 甲級 | ?    | ?    | –      | –      | N/A    | N/A    | –      | –      | ?    | ?    |
| 2017     | 4.25     | 朝鮮足球聯賽 甲級 | ?    | ?    | –      | –      | N/A    | N/A    | 5      | 1      | ?    | ?    |
| 2017–18  | 4.25     | 朝鮮足球聯賽 甲級 | ?    | ?    | –      | –      | N/A    | N/A    | 5      | 1      | ?    | ?    |
| 總和     | 北韓     | 北韓              | ?    | ?    | –      | –      | N/A    | N/A    | 10     | 2      | ?    | ?    |

## 國際賽進球
朝鮮U-20
| # | 日期          | 場地           | 對手 | 進球 | 比數 | 比賽                      |
| - | ------------- | -------------- | ---- | ---- | ---- | ------------------------- |
| 1 | 2012年11月6日 | 阿聯酋拉斯海瑪 | 越南 | 0–2  | 0–5  | 2012年亞足聯U19青年錦標賽 |

朝鮮U-17
| # | 日期           | 場地           | 對手 | 進球 | 比數 | 比賽                            |
| - | -------------- | -------------- | ---- | ---- | ---- | ------------------------------- |
| 1 | 2009年10月11日 | 泰國曼谷       | 緬甸 | 3–1  | 5–1  | 2010年亞足聯U16少年錦標賽資格賽 |
| 2 | 2010年11月4日  | 烏茲別克塔什干 | 日本 | 2–0  | 2–1  | 2010年亞足聯U16少年錦標賽       |

## 榮譽

### 國家隊
朝鮮
- 東亞足球錦標賽外圍賽第二圈冠軍：2016年；

朝鮮U-17
- 亞足聯U16少年錦標賽冠軍：2010年；

### 球會
4.25體育團
- 朝鮮足球甲組聯賽冠軍（2）：2017年、2017–18年；
- 白頭山獎運動會冠軍：2017年；

## 連接
- 朴明成在 National-Football-Teams.com 上的出场纪录
- Myong-Song Pak- Soccerway （页面存档备份，存于） （英文）